# Ricardo Urzúa Rivera
Ricardo Urzúa Rivera (Ciudad de México; 19 de mayo de 1966) es un político mexicano afiliado al Partido Revolucionario Institucional. Fue senador del Congreso de la Unión en la LXII y LXIII legislatura, de 2014 a 2018.

## Primeros años
Ricardo Urzúa Rivera nació el 19 de mayo de 1966 en el Distrito Federal de México. De 1985 a 1990 estudió la carrera en ingeniería eléctrica en la Escuela Superior de Ingeniería Mecánica Eléctrica del Instituto Politécnico Nacional (IPN).

## Trayectoria política
En las elecciones federales de 2009 fue suplente de Ardelio Vargas Fosado, candidato a diputado federal por el distrito 1 del estado de Puebla para la LXI Legislatura. En las elecciones estatales de 2010 fue elegido como diputado del Congreso del Estado de Puebla en la LVIII Legislatura por el distrito 25 del estado. Asumió el cargo el 15 de enero de 2011. Dentro del congreso fue presidente de la comisión especial de seguimiento, gestión y promoción de proyectos de Petróleos Mexicanos en el estado de Puebla. También fue secretario de la comisión de turismo.
El 8 de febrero de 2011 asumió el cargo de diputado federal como suplente de Vargas Fosado. En el congreso fue presidente de la comisión especial de seguimiento y análisis del daño ecológico generado por Petróleos Mexicanos y fue secretario de la comisión especial para conmemorar el 150 aniversario de la Batalla de Puebla.
En las elecciones federales de 2012 fue postulado como suplente de Raúl Cervantes Andrade, candidato del Partido Revolucionario Institucional a senador de la República por la vía plurinominal. Ricardo Urzúa asumió el cargo de senador el 4 de septiembre de 2014, luego de que Cervantes Andrade pidiera licencia del cargo. En el senado Ricardo Urzúa fue secretario de la comisión de comercio y fomento industrial.